# Lampanyctodes hectoris
Genre
Espèce
Lampanyctodes hectoris est une espèce de poissons de la famille des Myctophidae, la seule du genre Lampanyctodes (monotypique). Ils vivent dans des eaux salines.